# Capone (Fußballspieler)
Capone (* 23. Mai 1972 in Campinas, Brasilien; eigentlich Carlos Alberto de Oliveira) ist ein ehemaliger brasilianischer Fußballspieler.

## Karriere
Capone spielt in seiner Karriere bei vielen Vereinen: AA Ponte Preta, Mogi Mirim EC, FC São Paulo, Kyoto Purple Sanga, EC Juventude, Galatasaray Istanbul, Kocaelispor, Corinthians São Paulo, Athletico Paranaense, Beitar Jerusalem.
Seine beste Zeit erlebte er in der Türkei bei Galatasaray Istanbul. Dort wurde er als Stammspieler in der Türkei dreimal Meister und zweimal Pokalsieger. International gewann er mit Galatasaray den UEFA-Pokal 1999/2000 und den UEFA Supercup. 
Trotz seinen guten Leistungen bei Gala schaffte es Capone nie den Sprung in die Seleção.

## Erfolge
EC Juventude
- Copa do Brasil: 1999
- UEFA Cup: 2000